# پاپ آناستازیوس چهارم
پاپ آناستازیوس چهارم (به انگلیسی: Anastasius IV) یکی از پاپ‌های کلیسای کاتولیک رم بود که در رم به دنیا آمد و از ۱۱۵۳ تا ۱۱۵۴ میلادی پاپ بود.
آناستازیوس اهل رم بود و پیش از این‌که پاپ شود اسقف سابینا بود. او در زمان کشیشی خود به عنوان فردی صلح‌آور مشهور بود. پاپ آناستازیوس در ۳ دسامبر ۱۱۵۴ درگذشت و آدریان چهارم به جای او در سمت پاپ نشست.